# Curro Martín Summers
Curro Martín Summers (ur. 1961, zm. 3 stycznia 2016) – hiszpański aktor i scenarzysta filmowy.

## Filmografia (wybrana)
- 1969: ¿Por qué te engaña tu marido?
- 1971: Adiós, cigüeña, adiós
- 1973: El niño es nuestro
- 1974: Cebo para una adolescente
- 1977: Al fin solos, pero...
- 1977: Mi primer pecado
- 1985: Ni siquiera es tu casa, Carlitos
- 1985: El rollo de septiembre
- 1987: Sufre mamón
- 1989: El baile del pato
- 1990: Pareja enloquecida busca madre de alquiler
- 1993-1995: Los ladrones van a la oficina (serial)
- 1995: El Día de la Bestia